# Gibberythrops typicus
Gibberythrops typicus är en kräftdjursart som först beskrevs av Murano 1969.  Gibberythrops typicus ingår i släktet Gibberythrops och familjen Mysidae. Inga underarter finns listade i Catalogue of Life.